# 禹跡山摩崖造像
禹跡山摩崖造像位於四川省南部縣碑院鄉，文物遺址年代判定為唐。1991年4月16日公佈為四川省第三批文物保護單位。2013年3月5日列為第七批全國重點文物保護單位。